# 岩尾火山群
岩尾火山群（日语：／）是得抚岛的火山，属萨哈林州库里尔斯克区。最高点岩尾山海拔1,426米；东南部的火山锥被冰川一分为二，形成了镜池。